# Théorie des mouvements sociaux
La théorie des mouvements sociaux est un champ de recherche interdisciplinaire, né au sein des sciences sociales, et s'intéressant aux mouvements sociaux, à leurs conditions d'émergence, leur impact sur la société, etc. Les études sur les mouvements sociaux se font principalement en sociologie, en histoire, en sciences politiques et en psychologie. De nombreux concepts et modèles émanent de ce champ de recherche, tous cherchant à justifier la constitution d'un mouvement social ainsi que les raisons qui poussent les individus à participer à un mouvement social. Savoir ce qu’est un mouvement social ne fait pas consensus parmi les spécialistes.  
L'histoire des théories des mouvements sociaux remontent aux théories de Gabriel Tarde ou Gustave Le Bon, pionniers de la psychologie des foules. Des foules, les sociologues, et notamment la première école de Chicago, vont peu à peu s'intéresser à l'action collective, cherchant plus précisément les motifs réels d'engagement des individus. L'étude à proprement parler des mouvements sociaux n'est donc que plus tardive. Comme pour les théories du vote, certains auteurs affirment qu’il n’y a que deux grandes explications à l'émergence des mouvements sociaux, à savoir une théorie en termes de rupture (celle des fonctionnalistes par exemple) et une explication en termes de ressources et d’opportunités. Ces approches se sont succédé avec d’abord les théories du comportement collectif et du béhaviorisme dans les années 1940 et 1950, et ensuite, à partir des années 1960, l’émergence de la théorie de la mobilisation des ressources et du processus politique.

## Premières théories
Les premières études sur les comportements collectifs ont émergé grâce aux premiers efforts faits par certains psychosociologues français, comme Gustave Le Bon, et mettaient l’accent sur l’idée de rupture et sur l’action des foules. Ces premières théories des mouvements sociaux, que l'on appelle psychologie des foules, étudiaient des objets différents, qui peuvent aller de phénomènes de protestation politique mais aussi des formes de déviance, y compris ce qu’on appelle aujourd’hui l'hooliganisme, et faisaient des foules un objet facilement manipulable et manipulée par certains leaders. 
Dans ce sillon découle la pensée de fondateurs de la sociologie comme Durkheim qui a contribué à créer le paradigme du holisme méthodologique. Les approches qui s’inscrivent dans cette ligne de pensée expliquent l'émergence des actions collectives par la rupture de la solidarité sociale (due chez Durkheim à la division du travail), créant des situations d'anomie sociale. Les actions collectives sont donc une rupture de l'équilibre social. Il y a donc dans ces théories une forte connotation normative : l'action collective et les mouvements sociaux sont un signe de dysfonctionnement de la société. 
La première de ces trois approches a été développée par une certaine sociologie américaine de type fonctionnaliste. Dans les années 1940 et 1950. Ce sont les théories du comportement collectif. Par comportement collectif, ces chercheurs mettaient tout un ensemble de phénomènes. Cette théorie s’inspirerait explicitement des théories de la foule qui sont les théories durkheimiennes européennes.

## Théorie du comportement collectif
Durant les années 1900, les sociologues pensaient que les mouvements sociaux étaient des événements aléatoires où les individus essayaient de réagir émotionnellement à des situations qui étaient hors de leur contrôle. Cependant, comme l'hypothèse de la "société de masse" le suppose, ceux qui participaient à ces mouvements n'étaient pas entièrement intégrés à la société. Ces théories psychologisantes vont être massivement contredites par la suite, bien que l'importance des émotions dans les mouvements sociaux et les comportements collectifs restent d'actualité. Des auteurs comme Gustave Le Bon, William Kornhauser ou Neil Smelser. s'inscrivent dans ce courant de pensée. Ces théories s'intéressent aux comportements dans un sens collectif, sans s'interroger aux contextes individuelles.
Neil Smelser, dans sa théorie de la valeur ajoutée,,, s'intéresse aux facteurs qui favorisent l'action collective. Chaque facteur explicatif ajoute à la probabilité qu’on puisse voir émerger un mouvement social. 
William Kornhauser est un sociologue des années 1960, à l'origine de la théorie de la société de masse. Au cœur de cette approche, le concept durkheimien d'anomie. La société de masse favorise l'isolement des individus. Cet isolement, cette perte de lien social, crée une anomie sociale qui rendrait plus probable le fait qu'un individu dans une situation d’anomie puisse s’engager dans un mouvement social radical voire violent. Pour Kornhauser, la perte de ce lien produit de la participation. Dans les théories du capital social, c’est l’existence même de ces liens qui explique pourquoi les personnes participent en politique. Les deux mettent l’accent sur le fait que c’est le lien social qui explique dans sa présence ou absence la participation et en particulier les phénomènes de comportements collectifs. Selon Kornhauser, dans cette société de masse, les individus deviennent plus manipulables par d’autres individus. La société de masse se caractérise d’une part par la perte du lien social et par la manipulabilité croissante des individus, perdus dans cette société caractérisée par l’isolement. 

## Frustration relative
La théorie de la frustration relative suppose que les mouvements sociaux sont la somme de frustration relative individuelle, c’est-à-dire du décalage entre l’attente d’un individu et la réalité. Ce qu’ils jugent être en droit d’avoir, d’attendre, ce qu’ils estiment être la norme. Elle a été mise en évidence par Ted Gurr, sociologue américain, en 1970 pour qui les travaux qui le précèdent ont toujours eu du mal à rendre compte des conditions d’émergence des mouvements sociaux. La frustration est moins un fait psychologique qu’un phénomène ancré dans les contextes sociohistoriques et dans les conditions sociales d’existence. Il met en évidence trois modèles de frustration relative :
- Le modèle déclinant : la situation décline et les attentes restent stables. Situation qui renvoie à des crises, situation de guerre. Moment critique et soudain où la population voit une dégradation de son statut et de sa vie sociale.
- Le modèle aspirationnel : la situation se stabilise mais les attentes, les aspirations augmentent. Typiquement, les périodes de croissance économique, les processus d’amélioration moyenne des conditions de vie d’une population.
- Et le modèle de double désajustement : à la fois dégradation de la situation et augmentation des attentes. Par exemple une crise économique après un moment de croissance économique. Peut se traduire en mouvement collectif voire en violence collective.

Il n’y a pas de passage mécanique à l’action collective, mais il y a d’abord une question de seuil de frustration, et aussi une mesure de « tradition de conflictualité » : des personnes, des milieux pour qui l’action sociale va être privilégiée par rapport à d’autres choix.

## Choix rationnel
Au cours des années 1960, la théorie de l’acteur et du choix rationnel est posée en paradigme. L’acteur rationnel va agir en fonction d’un calcul coût/avantage, permettant de faire un choix rationnel. L’engagement individuel est le fruit d’un acteur rationnel qui choisit de s’engager, car c’est l’action qui maximisera son profit. Si les mouvements sociaux émergent, c’est parce que les acteurs ont un intérêt rationnel à faire le choix de s’engager.
Ce paradigme s’incarne dans le paradoxe d’Olson : un individu peut bénéficier du résultat de l’action collective même s’il n’y participe pas. Il est alors rationnel de ne rien faire. Et donc plus les groupes sont grands plus ils sont confrontés au problème des passagers clandestins (free-rider). Pourquoi certains s’engagent tout de même ? Qu’est-ce qui rend rationnel l’engagement ? Pour Olson, ce sont les incitations sélectives qui rendent l’engagement plus bénéfique. Se syndiquer peut être rationnel car on peut y obtenir un poste syndical, une reconnaissance, avoir accès à des ressources. Il y a des sanctions à ne pas participer à ces mouvements sociaux, et, rationnels, les individus vont donc y participer.
Cette théorie posent cependant certains problèmes : les postulats d'information parfaite ou de calcul rationnel ne se vérifient pas par l'expérience.

## Mobilisation des ressources
Pour se développer, les mouvements sociaux ont besoin de ressources. Les organisations peuvent acquérir des ressources afin de les mettre à profit dans les buts qu'ils définissent. Certains y voient un modèle similaire aux entreprises capitalistes, essayant de faire un usage efficace des ressources dont ils disposent. On distingue cinq types de ressources :
- Matériel (argent et capital physique),
- Morale (solidarité, soutien au mouvement),
- Organisationnel (stratégies organisationnelles, réseaux sociaux, recrutement),
- Humaine (bénévoles, personnel, dirigeants),
- Culturelle (conscience des enjeux, mobilisations et actions...)[13]

Cette vision est portée par des auteurs comme John McCarthy et Mayer Zald, Doug McAdam, etc.

## Théorie des cadres
Cette théorie est issue d'un ouvrage d'Erving Goffman, Frame Analysis, dans lequel il expose le concept de cadre d'expérience. Ces cadres étant l’ensemble des grilles de lecture des schèmes d’interprétation qui nous permettent de nous adapter à notre environnement social, à différentes situations. Mais ces schèmes, ces cadres d’expériences s’apprennent : un ouvrier n’a pas appris les cadres d’expérience d’une association philanthropique, l’individu sera donc démuni dans l’interaction.
Appliquée aux mouvements sociaux, les cadres permettent de désigner les grilles de lecture du monde social que les mouvements sociaux tentent d’imposer. Fournir un cadre de compréhension du monde social qui permet de donner une nouvelle lecture à un ensemble de faits. Un mouvement social réussit quand l’activité de cadrage reçoit un écho dans la population. Observer les conditions qui permettent un alignement des cadres. Il y a émergence et réussite d’un mouvement social quand il y a congruence entre croyances de l’organisation et valeurs des individus. Ces auteurs vont s’intéresser à la manière dont les entrepreneurs de mobilisations arrivent à produire cet alignement des cadres. Travail des organisations pour le produire.
4 processus qui produisent un alignement des cadres : 
- Frame bridging : connexion entre eux des personnes possédant le même cadre. Le mouvement social produit la connexion entre ces cadres partagés.
- Frame amplification : le mouvement social va amplifier, politiser, clarifier des cadres individuels qui existent déjà, leur donner une portée plus générale et politique.
- Frame extension : le mouvement social propose un cadre d’interprétation plus large que ceux dont disposent les individus au préalable (de l'acte éco-citoyen à la mobilisation anti-nucléaire par exemple). Cependant, il est difficile de convertir les gens.
- Frame transformation : proposer des nouveaux cadres d’interprétations du monde. Les individus vont devoir abandonner leur cadre préexistant pour adhérer au cadre du mouvement social.

Pour s'intéresser à cette théorie, appliquée aux mouvements sociaux, voir Robert Benford ou David A. Snow.

## Structure des opportunités politiques
Certains contextes politiques peuvent favoriser l'émergence de mouvements sociaux ou d'actions collectives. Cette notion fut mise en avant pour la première fois par Peter Elsinger, pour qui conditions d'émergence et conjoncture politique sont fortement liés, puis reprise par Sydney Tarrow, qui en fut une élaboration plus rigoureuse. C'est ce qu'avance la théorie de la structure des opportunités politiques. Pour Olivier Fillieule et Lilian Mathieu, il "rend compte de l’environnement politique auquel sont confrontés les mouvements sociaux, et qui peut selon la conjoncture exercer une influence positive ou négative sur leur émergence et leur développement." Ces opportunités consistent en,,, :
- Un accès plus facile aux décisions politiques
- L'instabilité des opinions au sein des élites (voire un conflit entre elles)
- Un accès aux élites grâce à des alliés influents
- Un pouvoir politique local et/ou national peu présent ou répressif